# Korsben

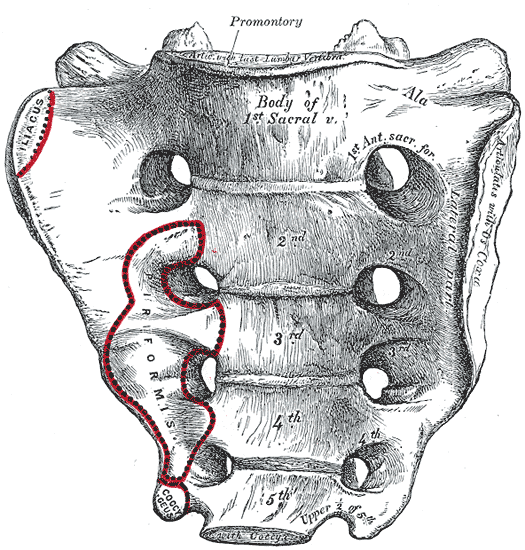
Korsbenets framsida, facies pelvina. Fästen för m. piriformis och m. iliacus markerade i rött.
Illustration: Gray's Anatomy, 1918. (PD)

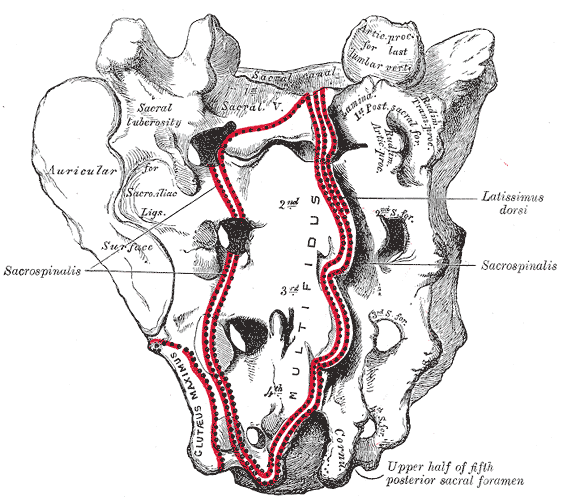
Korsbenets baksida. Fästen för m. multifidus, m. latissimus dorsi och m. gluteus maximus markerade i rött.
Illustration: Gray's Anatomy, 1918. (PD)

Korsben eller sakralben (latin: os sacrum) är, i människans skelett, ett stort, triangulärt ben som utgör en del av ryggradens (columna vertebralis) kaudala (nedre) avslutning och, med sin placering mellan de två höftbenen (os coxae), även bäckenets (pelvis) bakre vägg. 
Korsbenet är uppbyggt av fem sammanväxta ryggkotor (vertebrae), de så kallade sakralkotorna (vertebae sacrales, S1–5) som bildar en tydlig pelare i benets mitt. Tidigt i livet utgör benets laterala delar ännu fem par separata segment som hos vuxna individer växer samman. Hos somliga individer är sammanväxningen mellan sakralkotorna mer fullständig kaudalt än kraniellt.
Korsbenet perforeras av fyra par hål (foramina sacralia anterius/posterius) som är riktade lateralt och framåt genom vilka ventrala grenar av spinalnerverna samt laterala artärer passerar. 
Benet är krökt med den konkava sidan riktad ventralt och kaudalt (framåt/nedåt). Genom att vara riktad bakåt medger korsbenet större utrymme i bäckenhålan (cavitas pelvis).
Korsbenet ledar mot fyra ben: Femte lumbalkotan, höger respektive vänster höftben och svansbenet (os coccygis).
Kraniellt ledar korsbenets bas (basis ossis sacri) mot den femte och sista ländkotan (vertebrae lumbales). In situ bildar ledytan en vinkel på omkring 35° mot horisontalplanet. 

## Ytor

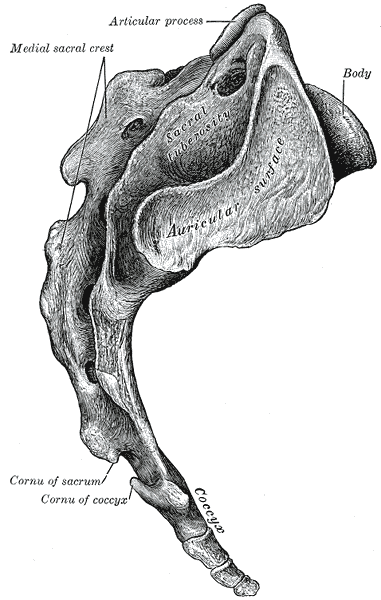
Korsbenet och svansbenet - lateral vy.
Illustration: Gray's Anatomy, 1918. (PD)

### Bäckenväggen
Bäckenväggen (facies pelvina ossis sacri) är kraftig böjt uppifrån och ned och lätt krökt från sida till sida. Dess centrala avsnitt korsas av fyra åsar som markerar lederna mellan de fem ursprungliga sakralkotorna. Det översta segmentet, som en gång utgjort den översta kotkroppen (corpus vertebrae), är stor och till utseendet likt den nedersta lumbalkotan. De följande segmenten minskar successivt i storlek och blir plattare.

### Ryggsidan
Korsbenets baksida (facies dorsalis ossis sacri) är ojämnt, konvext och smalare än framsidan. Centralt på ytan bildar de rudimentära taggutskotten (processus spinosus) en ås (crista sacralis mediana). De tre eller fyra översta sakralkotorna bildar åsar som sticker ut ur ryggsidan. På var sida om finns en grund fördjupning

### Lateralsidan
Lateralt domineras korsbenet av ledytan (facies articularis) mot höftbenet (os coxae) vars övre del är mycket stort. Kaudalt avsmalnar ledytan som därför har en öron-liknande form. Bakom ledfasetten finns en stor, ojämn yta (tuberositas sacralis) som utgör fäste för ett av ledens ligament (lig. sacroiliacum dorsale). Lateralsidans nedersta hälft är tunn och utgör fäste för några fibrer från m. gluteus maximus och Musuclus coccygeus samt flera ligament (lig. sacrotuberale och lig. sacrospinale).

## Basen

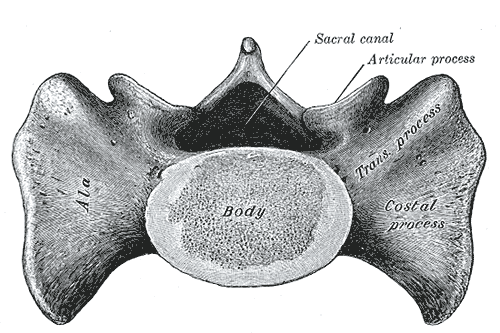
Korsbenets bas - kraniell vy.
Illustration: Gray's Anatomy, 1918. (PD)

Korsbenets bas (basis ossis sacri) utgörs av en konvex yta som är riktad uppåt och framåt. Ledytan omges av en förhöjd kant (promontorium).
På var sida om basen skjuter de två ledtapparna (processus articularis superior ossis sacri) ut vars ovala och konkava ytor liksom lumbalkotornas är riktade dorsalt och medialt. Ledtapparna förenar sig med basens tillplattade och vingliknande laterala parti (ala sacralis).

## Sakralkanalen
Canalis sacralis utgör en fortsättning på canalis vertebralis och passerar genom större delen av korsbenet via sakralkotornas foramina vertebralia. Sakralkanalen slutar i hiatus sacralis. Kanalens laterala väggar perforeras av Y-formade kanaler genom vilka sakralnerverna passerar ut till foramina sacralia anteriora et foramina sacralia posteriora.

## Evolution och variation
| Kvinnligt bäcken · Manligt bäcken                                                         |
| Kvinnligt respektive manligt bäcken, ventral vy. Illustration: Gray's Anatomy, 1918. (PD) |

Korsbenet kan hos vissa individer bestå av fyra eller sex delar då första och andra sakralkotan inte förenar sig med de övriga. Då dessa sakralkotor istället bildar lumbalkotor talar man om "lumbalisation av en sakralkota". Likaså kan den sjunde och sista lumbalkotan vara förenad med korsbenet och man talar då om "sakralisation av en lumbalkota".
Korsbenets vinkel kan också variera avsevärt mellan olika individer.

### Könsdimorfism
Hos korsbenet finns stora könsspecifika skillnader. Kvinnans korsben är kortare, bredare och mindre böjt än mannens. Kvinnans ben är också starkare vinklat än mannens, vilket ökar utrymmet i bäckenhålan. Mannens korsben uppvisar en jämnare krökning än kvinnans.

## Bildning och ossifikation
| Korsbenet vid födseln.                                              |
| Korsbenet i 4½-årsåldern.                                           |
| Korsbenet vid 25-årsåldern                                          |
| Ossifikation av korsbenet. Illustration: Gray's Anatomy, 1918. (PD) |

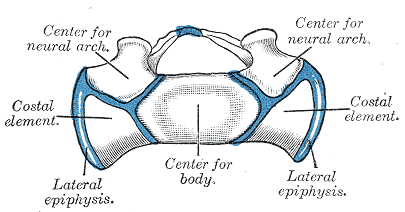
Korsbenets bas hos en ung människa.

Kotkroppen (corpus vertebrae) hos varje ryggkota i korsbenet ossificeras utifrån ett förbeningskärnor och två epifysplattor, ett för dess nedre och ett för dess övre ledyta. kotbågarna (arcus vertebrae) ossificeras utifrån två centra. Främre delen av de tre översta sakralkotornas laterala delar ossificeras utifrån sex förbeningskärnor, två för varje kota.
Benbildningen av korsbenet inleds under åttonde eller nionde fosterveckan i den första sakralkotans kotkropp, tätt följt av förbening i andra och tredje sakralkotans kotkroppar. Förbeningen i de övriga kotkropparna inleds inte förrän under mellan femte till åttonde fostermånaden. 
Mellan sjätte och åttonde fostermånaden inleds ossifikationen av kotbågarna och de laterala delarnas ryggsidor.
De laterala delarna börjar förena sig med de centrala under andra levnadsåret men sammansmältningen är inte full genomförd förrän under femte till sjätte levnadsåret.
Epifysplattorna för kotkropparnas ovan- och undersidor bildas under det sextonde levnadsåret medan de för de laterala sidorna dröjer till artonde till tjugonde levnadsåret.
Förbeningen av brosket mellan sakralkotorna inleds kaudalt under artonde levnadsåret för att nå upp till den första sakralkotan under tjugofemte till trettionde levnadsåret då korsbenet bildar en enda enhet.